# La Pentecôte (Le Greco)
La Pentecôte est un tableau (275 × 127 cm) réalisé par Le Greco entre 1597 et 1600 à Tolède. Il est exposé dans une des salles du musée du Prado de Madrid. Il a été peint pour le retable de la chapelle du collège de Doña María de Aragón. Il représente la descente du Saint-Esprit le jour de la Pentecôte. 

## Histoire
Le Greco reçoit la commande en 1596, de peindre le retable de la chapelle du collège de Doña María de Aragon, séminaire des Augustins. Son nom se réfère à Doña María de Aragón, mécène qui commissionna les travaux. Le Greco reçoit la commande de la part du Conseil de Castille. 
Il existe des documents selon lesquels cette œuvre a été réalisée en trois ans. Il fut payé 63 000 réaux, le prix le plus élevé jamais payé pour une de ses œuvres. 

## Description et style
Ce tableau est destiné à la partie supérieure du retable. Le Greco organise la composition sur la base d'un triangle renversé. La scène se déroule autour de la Vierge Marie, de Marie-Madeleine et des apôtres. Au fond en haut, la colombe du Saint-Esprit, irradie une lumière qui illumine toute la scène.
La scène, illustrant un passage des Actes des Apôtres, montre des personnages allongés, éloignés des canons de la beauté classique. La perspective n'est pas marquée et les tons forts sont l'héritage du Tintoret et de Michel-Ange.